# 中国共产党益阳市委员会
中国共产党益阳市委员会（简称中共益阳市委）是中国共产党在湖南省益阳市的领导机关。

## 职责
根据《中国共产党地方委员会工作条例》，中国共产党地方委员会主要实行政治、思想和组织领导，承担下列职能：
1. 对本地区重大问题作出决策。
2. 通过法定程序使党组织的主张成为地方性法规、地方政府规章或者其他政令。
3. 加强对本地区宣传思想文化工作的领导，牢牢掌握意识形态工作领导权、话语权。
4. 按照干部管理权限任免和管理干部，向地方国家机关、政协组织、人民团体、国有企事业单位等推荐重要干部。
5. 支持和保证人大、政府、政协、法院、检察院、人民团体等依法依章程独立负责、协调一致地开展工作，发挥这些组织中党组的领导核心作用。
6. 加强对本地区群团工作和统一战线工作的领导。
7. 动员、组织所属党组织和广大党员，团结带领群众实现党的目标任务。

## 历任书记

### 益阳地区
| 姓名   | 就任日期  | 离任日期   | 备注 |
| ------ | --------- | ---------- | ---- |
| 何晓明 |           |            |      |
| 吴向东 | 1988年3月 | 1991年2月  |      |
| 文选德 | 1991年2月 | 1991年12月 |      |
| 孙振华 |           |            |      |

### 益阳市
| 届次 | 姓名   | 就任日期   | 离任日期   | 备注  |
| ---- | ------ | ---------- | ---------- | ----- |
| 1    | 孙振华 | 1994年5月  | 1997年1月  |       |
| 2    | 李江   | 1997年1月  | 2003年6月  |       |
| 3    | 蒋作斌 | 2003年6月  | 2008年3月  |       |
| 4    | 马勇   | 2008年3月  | 2013年4月  |       |
| 5    | 魏旋君 | 2013年4月  | 2015年6月  |       |
| 6    | 胡忠雄 | 2015年6月  | 2016年12月 | [ 2 ] |
| 7    | 瞿海   | 2016年12月 | 2023年2月  | [ 3 ] |
| 8    | 陈竞   | 2023年2月  |            | [ 4 ] |